# Беллор Сангала
Беллор Сангала (2 січня 1995) — конголезька плавчиня.
Учасниця Олімпійських Ігор 2016, 2020 років.